# آنول سبز کوبایی
آنول سبز کوبایی (نام علمی: Anolis porcatus) نام یک گونه از سرده آنول است.